# Jacob van der Does (II)
Jacob Jacobsz. (Jacob) van der Does (Den Haag, 26 januari 1654 - Parijs, 1699) was een Nederlandse kunstschilder en zoon van Jacob van der Does.
Jacob van der Does werd geboren uit het huwelijk van Jacob Simonsz. van der Does en Margaretha Boortens. Hij had een oudere broer Simon en een jongere broer Gideon (uit het tweede huwelijk van zijn vader).
Hij werd kunstschilder en tekenaar en leerde in Den Haag deze vakken van zijn vader, Karel Dujardin, Gerard de Lairesse en Caspar Netscher. 
Hij was werkzaam in achtereenvolgens Amsterdam (1675-1678), Den Haag (1679-1698) en Parijs (1698-1699).
Er is niet veel werk van hem bekend; veel werk vernietigde hij, wanneer hij er niet tevreden over was.
- Biografisch Portaal: 34914583
- RKD-Nederlands Instituut voor Kunstgeschiedenis: 23473
- Union List of Artist Names: 500042991
- Virtual International Authority File: 95962255